# Clubiona helva
Clubiona helva är en spindelart som beskrevs av Simon 1897. Clubiona helva ingår i släktet Clubiona och familjen säckspindlar. Inga underarter finns listade i Catalogue of Life.